# بورگهارت کلاوسنر
بورگهارت کلاوسنر (آلمانی: Burghart Klaußner؛ زادهٔ ۱۳ سپتامبر ۱۹۴۹) یک هنرپیشه اهل آلمان است. وی از سال ۱۹۸۳ میلادی تاکنون مشغول فعالیت بوده‌است.
از فیلم‌ها یا برنامه‌های تلویزیونی که وی در آن نقش داشته است می‌توان به خداحافظ لنین، روبان سفید، کتاب‌خوان، ۲۳، مرثیه، یلا، قطار شبانه لیسبون، دیپلماسی، پل جاسوس‌ها و ۱۳ دقیقه اشاره کرد.